# Helanthium
Helanthium és un gènere de plantes de la família de les alismatàies, nativa de l'hemisferi occidental. A data de 2014, se'n reconeixen tres espècies:
- Helanthium bolivianum (Rusby) Lehtonen & Myllys - sud de Mèxic, Índies Occidentals, Amèrica Central, Amèrica del Sud
- Helanthium tenellum (Mart. ex Schult.f.) J.G.Sm. in N.L.Britton - est dels Estats Units, sud de Mèxic, Índies Occidentals, Amèrica Central, Amèrica del Sud
- Helanthium zombiense (Jérémie) Lehtonen & Myllys - Jamaica, illa de Guadalupe